# Algemene verkiezingen in Liberia (1857)

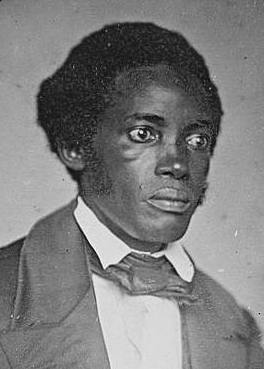
President Stephen Allen Benson.

De algemene verkiezingen in Liberia van mei 1857 werden gewonnen door zittend president Stephen Allen Benson van de Republican Party. Exacte data, zoals opkomstcijfers, stemverdeling en percentages ontbreken echter grotendeels.
In januari 1858 werd Benson voor de tweede maal geïnaugureerd.
| Uitgebrachte stemmen |
| 2.026                |
| Bron: Abbasiattai    |